# An-Najaf
Najaf (em árabe: النجف; An Najaf) é uma cidade no Iraque, localizada a cerca de 160 km ao sul de Bagdá. A sua população é estimada em 560 mil pessoas (2008). É a capital da Província de An Najaf. É amplamente considerada a terceira cidade mais sagrada do Islamismo xiita e o centro do poder político xiita no Iraque. Nesta cidade encontra-se o maior e mais antigo cemitério do mundo o Wadi-us-Salaam, e contém cerca de 5 milhões de corpos. É também aqui se supõe se encontrar o túmulo do califa Ali, primo de Maomé .